# (48472) Mössbauer
(48472) Mössbauer – planetoida z pasa głównego asteroid okrążająca Słońce w ciągu 3 lat i 199 dni w średniej odległości 2,32 j.a. Została odkryta 2 października 1991 roku w Obserwatorium Karla Schwarzschilda w Tautenburgu przez Freimuta Börngena i Lutza Schmadela. Nazwa planetoidy pochodzi od Rudolfa Ludwiga Mössbauera (ur. 1929), niemieckiego fizyka, laureata Nagrody Nobla w dziedzinie fizyki w roku 1961, wspólnie z Robertem Hofstadterem. Przed jej nadaniem planetoida nosiła oznaczenie tymczasowe (48472) 1991 TJ6.